# Constitución del Estado Apure
Constitución del Estado Apure
es la ley fundamental del estado venezolano de Apure. Fue aprobada en la ciudad de San Fernando de Apure  por el parlamento regional de esa entidad federal conocido como Consejo Legislativo del Estado Apure en octubre de 2002 de acuerdo a lo establecido en la Constitución nacional de Venezuela de 1999.

## Historia
La última constitución del estado había sido aprobada en agosto de 2000, y publicada en la Gaceta Oficial del Estado Apure número 467 extraordinaria.
La Constitución Nacional de 1999 establecía la obligación y el derecho de cada uno de los estados de Venezuela a organizar sus propias instituciones, gobierno, leyes, y constitución estadal.
El 15 de octubre de 2002  el Consejo Legislativo del Estado Apure finalmente aprobó por mayoría de sus integrantes el nuevo texto legal.
Ese mismo mes fue publicada en la gaceta oficial.
El parlamento regional la reformó parcialmente en 2005.

## Composición
Posee 1 preámbulo, 13 títulos con sus respectivos capítulos, 162 artículos, 4 disposiciones transitorias, 1 disposición final y 1 derogatoria.

## Características
- La constitución de Apure constituye la base del ordenamiento jurídico del estado.
- El himno oficial del estado según el artículo 5 es el conocido con el nombre de “Vuelvan Caras”, los otros símbolos regionales serán regulados por una ley estadal.[1]
- El territorio del estado es el establecido en la Ley de División Territorial del 28 de abril de 1856 de la antigua provincia de Apure.
- El territorio del estado se divide en municipios, parroquias y el Distrito del Alto Apure (artículo 9).[1]
- La capital del estado y asiento de los poderes públicos es la ciudad de San Fernando de Apure.[1]
- El capítulo VIII es dedicado exclusivamente a garantizar los derechos de los pueblos indígenas del estado.[1]
- El estado debe poseer su propio gobernador y parlamento conocido como Consejo Legislativo que puede aprobar leyes en su jurisdicción.

## Modificaciones
Según el título XII  de la Constitucíón estadal, las enmiendas o reformas pueden ser solicitadas por el 10% de los electores inscritos, 2/3 partes de los integrantes del parlamento o el gobernador del estado Apure. Las enmiendas y/o reformas son discutidas y aprobadas únicamente por las 2/3 partes del consejo legislativo.